# Bellepierre
Bellepierre est un quartier résidentiel de Saint-Denis. Adossé à la montagne, à l'ouest de la forêt de La Providence, il offre une vue imprenable sur le centre-ville du chef-lieu de La Réunion et sur l'océan Indien.
Ce quartier comporte :
- Le Centre hospitalier Félix-Guyon (un des établissements du Centre Hospitalier Régional), le premier hôpital de l'île,
- Un Institut de Formation en Soins Infirmiers (IFSI),
- Un Institut de Formation d'Aide Soignant (IFAS),
- Une École de Sages-Femmes,
- Une École d'Ambulanciers,
- Un Centre d'enseignement des soins d'urgence (CESU),
- Une École supérieure du professorat et de l'éducation,
- Un lycée public d'enseignement général et technologique, le Lycée de Bellepierre, qui a ouvert en 1992.
- Un hôtel : l'« Hôtel Bellepierre ».
- Une équipe de football nommée Sp.C.Bellepierre.

La route en lacets qui le traverse donne accès au quartier du Brûlé, duquel partent les randonneurs pour la Roche Écrite. Elle donne accès à de nombreuses petites allées d'habitation portant les noms de pierres précieuses comme l'allée des citrines, l'allée des saphirs, l'allée des topazes (route principale), etc.